# Henry Richmond Droop
Henry Richmond Droop (12 de septiembre de 1832 - 21 de marzo de 1884) fue un matemático inglés. Ideó el cociente Droop utilizado en el voto único transferible. También puede haber sido el primero en escribir lo que más tarde se conoció como la Ley de Duverger, en 1869.
Se casó con Clara Baily (ca. 1841 - 7 de septiembre de 1921) el 17 de agosto de 1872 y fue el padre del arqueólogo John Percival Droop (1882-1963).